# Université pontificale de Comillas

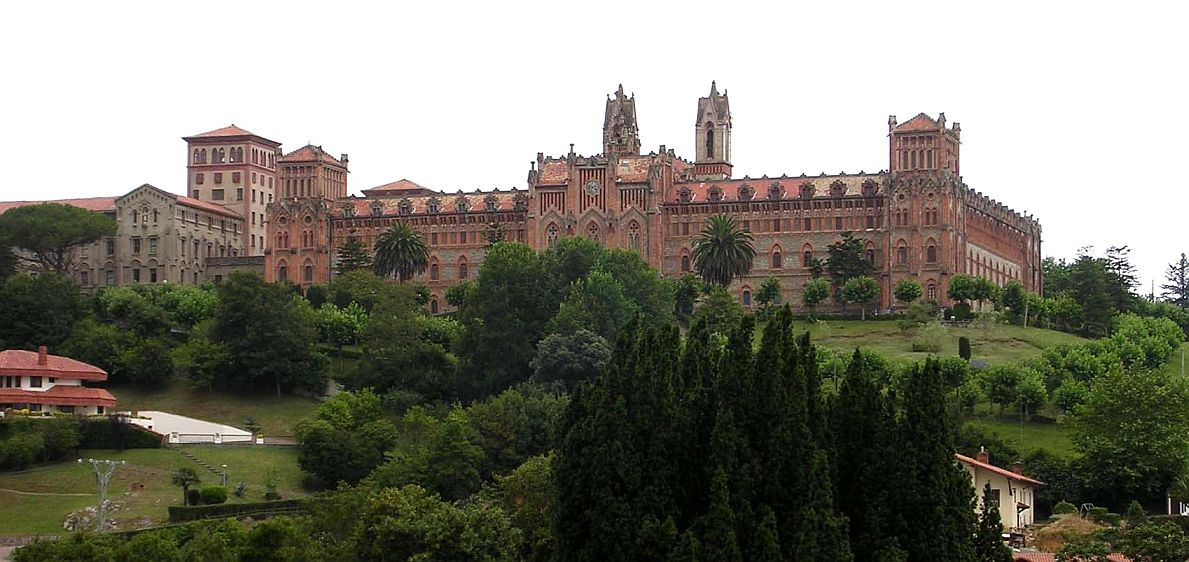
Grand séminaire de l'ancienne université de Comillas dessiné par Lluís Domènech i Montaner et situé à Comillas (Cantabrie).

L'université pontificale de Comillas (en espagnol : Universidad Pontificia Comillas) est une université catholique espagnole sise à Madrid. Fondée en 1890 par les Jésuites, à Comillas, en orovince de Santander, et déclarée immédiatement « pontificale » elle déménagea à Madrid en 1968 tout en gardant le même nom. Elle compte quelque 10 000 étudiants.

## Historique
Fondée par les Jésuites, elle est créée le 16 décembre 1890 à Comillas (province de Santander, Espagne) et est érigée par Léon XIII comme université pontificale. À l'origine elle fut  un séminaire international de langue castillane pour la formation des prêtres venant de toute l'Espagne, de l'Amérique latine (ou plutôt de l’Amérique hispanique) et des Philippines. Elle a été soutenue par le père jésuite Tomas Gomez Carral (es) (1837 - 1889) et construite par son sponsor Antonio Lopez y Lopez (1917-1883), premier marquis de Comillas. Chaque année, environ 10 000 étudiants viennent y étudier.
L'activité de l'université a été intégralement transférée à Madrid en 1968, entraînant l'abandon des locaux historiques de l'institution à Comillas.

## Classements
Pour la qualité de son enseignement et formation l'université est classée première d'Espagne et 51e meilleure au monde par le magazine Times Higher Education.

## Composition
L'université est composée de plusieurs facultés :
- Faculté de théologie
- Faculté de droit canon
- Faculté de droit
- Faculté de sciences économiques et managériales (ICADE)
- École de technique supérieur d'ingénierie Instituto Católico de Artes e Industrias(ICAI)[2]
- Faculté de traduction et d'interprétation
- Faculté universitaire d'infirmière et de physiothérapie
- Faculté de sciences humaines et sociales

## Campus

### Anciens étudiants
- Sebastián Escarrer, conseiller de Sol Meliá
- Juan Arena, président de Bankinter
- Carlos Espinosa de los Monteros y Bernaldo de Quirós , président de Mercedes Benz España
- Javier Benjumea (es), président de Abengoa
- Amparo Moraleda (es), directeur international de Iberdrola
- Ignacio Sánchez Galán (es), président de Iberdrola
- Fernando Conte García    , ancien président d'Iberia
- Magda Salarich Fernández de Valderrama, ex conseiller de Citroën
- Rafael Miranda, conseiller
- Diego López Garrido, secrétaire d'État
- Pilar Barreiro Álvarez, alcalde de Carthagène
- José Bono, ancien président du PSOE
- Rodrigo Rato, directeur du FMI
- Enrique Barón, ancien ministre
- Ginés López (es), ex-alcalde de Arganda del Rey
- Fátima Báñez, ministre de l'emploi
- José Luis Sánchez Noriega (es), historien du cinéma
- Ana María Pérez del Campo, défenseuse des droits des femmes en Espagne et des violences contre les femmes
- Xiana Méndez, économiste et secrétaire d'État au Commerce